# Hans Scholl
Hans Fritz Scholl , född 22 september 1918 i Ingersheim an der Jagst, Crailsheim, död 22 februari 1943 i München, var en tysk motståndskämpe under Tredje rikets tid. Från juli till november 1942 var Scholl kommenderad till östfronten.
På grund av sitt engagemang i Vita Rosen-rörelsen dömdes han tillsammans med sin syster Sophie Scholl till döden av en folkdomstol under ledning av den beryktade domaren Roland Freisler. De avrättades senare samma dag med giljotin i Stadelheim-fängelset tillsammans med vännen Christoph Probst.
Hans och hans syster Sophie Scholl är begravda på kyrkogården Perlacher Friedhof, inte långt ifrån fängelset där de avrättades.